# 証城寺の狸囃子
証城寺の狸囃子（しょうじょうじのたぬきばやし）は、日本の童謡である。作詞・野口雨情、作曲・中山晋平。『きさらつ』（木更津尋常高等小学校）発表時の原題表記は「証誠寺の狸囃」、童謡・童話雑誌『金の星』（金の星社）発表時の表記は「証城寺の狸囃」。千葉県木更津市の證誠寺に伝わる「狸囃子伝説」に想を得たもので、曲は1925年に発表された。

## 概要

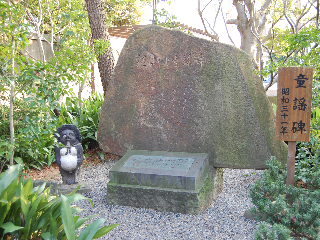
證誠寺境内にある童謡記念碑

詩人で童謡作詞家であった野口雨情が千葉県木更津市を訪れた際、童謡の題材にと木更津市内の證誠寺に伝わる「狸囃子伝説」を提供されたことを契機に作詞し、まず「証誠寺の狸囃」の題で1924年、木更津尋常高等小学校（現：木更津市立木更津第一小学校）発行の雑誌『きさらつ』第七号（1924年10月31日付発行）で発表され、続いて「証城寺の狸囃（たぬきばやし）」の題で同年、童謡・童話雑誌『金の星』（金の星社）の「大正十三年十二月号」（1924年12月1日付発行）で発表されたのち、中山晋平がその歌詞を元に曲を付け、同題で1925年1月1日付発行の次号「大正十四年一月号」に曲譜が掲載された。
当時野口は旅行中で連絡がつかなかったため、金の星社の社主で『金の星』編集主幹の斎藤佐次郎が独断で掲載した 。
中山の曲は出だしで同じ音の繰り返しを多用し、リズミカルで軽快な音楽になった。童謡として歌詞が「しょうじょうじの狸ばやし」とひらがな表記にされている場合もある。
1929年に「証城寺の狸囃子」の表記で平井英子が歌い、ヒットした（発売元は日本ビクター蓄音器〈現・ビクターエンタテインメント(二代目)〉）。戦後から1960年までにレコード売上は17万枚に達し、ロングヒットを続けている。

## 寺名「証城寺」の表記
本曲は木更津市富士見に実在する寺「證誠寺（証誠寺、しょうじょうじ）」の狸囃子伝説を元としているが、寺名の表記に本来の「誠」ではなく「城」の字を用いたことについては諸説ある。
1. 野口が作詞の際に参考にした文献『君不去』でしょうじょうじの表記が間違っており、それに気付かずそのまま紹介してしまったため。
2. 歌詞を読んだ寺の関係者から「住職がタヌキと一緒に踊るなんてことがあるはずがなく不敬である」という抗議があったため。
3. 最初から意図的に城の字を使ったことによる。証城寺と表記し歌に登場する寺を架空の場所であると位置づけることで、特定の地域の単なる民謡とするのではなく全国の子供たちに歌ってほしいという意図から。

なお、野口雨情の詩の初出となる『きさらつ』第七号では本来の「誠」の文字を用いて「証誠寺の狸囃」の題名としており、『金の星』大正十三年十二月号において「誠」が「城」の字に変更された。その『金の星』大正十三年十二月号の「証城寺の狸囃」では注釈で「証城寺の狸囃は千葉県木更津町に伝わつてゐる狸の名高い噺であります」と明記している。当時の『金の星』誌はほかにも「名所めぐり童謡」と題し、善光寺（長野県）など全国の名所をテーマに野口雨情が作詞した童謡を発表していた。

## カバー曲
- 1946年（昭和21年）から放送されたNHKのラジオ番組「英語会話」（講師は平川唯一）では、テーマソングとして『証城寺の狸囃子』の替え歌『Come Come EveryBody』（カムカム エブリボディ）が使用された[7]。曲名は「カム・カム・エヴリィボディ」とも表記される[8]。このラジオ番組はその主題歌から「カムカム英語」とも呼ばれた。
  - 当時、「カム カム エヴリボディ（みんな来い）[9]」の曲名で日本ビクター（音楽レコード事業部、現・ビクターエンタテインメント(二代目)）からSPレコード（規格品番：V-40004[10]）が発売されている。作詞：平川唯一、編曲：飯田信夫、歌：平川唯一、坂田眞理子、日本ビクター児童合唱団[9][10]。B面は「スパロウ スクール（雀の学校）」[9]。
  - 1964年（昭和39年）に東京少年少女合唱隊がアメリカで録音したLP「The "Little Singers Of Tokyo"...On Tour」[11]において、前半は原曲の詞だが、後半は『Come Come Everybody』の詞で歌われた。
- 1952年（昭和27年）、ジーン・クルーパ・ジャズ・トリオが『証城寺の狸囃子』を『Badger’s Party』という題名でカバー[12]。
- 1955年（昭和30年）、アメリカ人エンターテイナーのアーサー・キットが『証城寺の狸囃子』を『Sho-Jo-Ji (The Hungry Raccoon) 』という題名でカバー（英詞：Bill Walsh）。
  - この歌詞では、原曲のタヌキがアライグマに変更されている。
  - 当時日本で20万枚近くを売り上げ[13]、文化放送『ユア・ヒット・パレード』で1955年度の年間9位[14]を記録するなど、当時の日本における洋楽アーティストの楽曲としては大ヒットになった。同曲は1984年（昭和59年）にはアサヒビール「生とっくり」のコマーシャルソングに起用され[15]、それに伴い日本でシングルが再発された。
  - 1955年にアメリカ合衆国のテレビ番組『ミッキーマウス・クラブ』に関連して発売された4曲入りEP『Fun With Music From Many Lands』において（曲名は「Sho-Jo-Ji (A Japanese Play Song) 」）、日本語原詞と『Sho-Jo-Ji (The Hungry Raccoon) 』の詞を交えて歌われた。
  - 『Sho-Jo-Ji (The Hungry Raccoon) 』はGELATO（1998年、アルバム『Penguin's Game』収録。2000年に日本発売されたアルバム『今夜はマイム・マイム』にも収録）、Petty Booka（1999年、アルバム『Dancing with Petty Booka』収録）やThe 5.6.7.8's（2011年、7インチシングル）がカバーしている。
- 朝妻一郎が「フィル・モーニング」名義でプロデュースしたユニット、「パシフィック・コースト・ハイウェイ」がディスコ調にアレンジしたシングルレコード『ショジョジ』が、1976年8月5日にビクター音楽産業（現・ビクターエンタテインメント(二代目)）からリリースされた。
- 歌手・小柳ルミ子がライヴで歌った際の歌唱が音源化されている。「小柳ルミ子 CD-BOX」（2002年（平成14年）5月21日）に収録。
- グレッグ・アーウィンが2003年にアルバム『Blue Eyes 〜Beautiful Songs of Japan〜』で『Shojoji』という題名で英語詞でカバー（上記の『Sho-Jo-Ji（The Hungry Raccoon）』の詞とは異なる）。2005年、シングル『Shojoji〜証城寺の狸囃子〜』としてシングルカットされ、カップリングには日本語詞バージョンも収録された。
- 2012年6月30日にフジテレビ系列の『土曜プレミアム』で放送されたスペシャルドラマ『一休さん』で、テーマソング「みんなの一休さん」としてカバーされた。作詞はうえのけいこ。歌は一休を演じた鈴木福。
- 台湾では同じ旋律を流用して、『小白兎愛跳舞』という童謡に改編された。また張琍敏によるカバー『喜歡你』もあるが、その編曲はアーサー・キット版の『Sho-Jo-Ji (The Hungry Raccoon) 』に酷似している。台湾語でも鄭智化が[打麻将]というタイトルでカバーした。
- 朝鮮民主主義人民共和国でも同旋律を流用し、『北岳山の歌（북악산의 노래）』という童謡に改編されている。朝鮮版の「北岳山の歌」は北朝鮮の楽団普天堡電子楽団によってカバーされている。
- クレイジー・キャッツが営業用のネタとして演奏を披露し途中で能に変わったり石橋エータローとハナが口の「ポン」で争ったり、谷啓が犬塚弘に嫌味をしつこく言ったりハナがドラムギャグを披露したりというアレンジを加えている。
- 電気グルーヴが「FLASH PAPA」に収録されている「ラガモン」で曲のサビを歌っている。
- キツネツキ (9mm Parabellum Bulletの菅原卓郎と滝善充によるユニット)が、2018年10月3日にリリースしたアルバム『キツネノマド』にて本曲をカバー。
- さだまさしが2022年3月18日にリリースした配信限定シングル『証城寺の狸囃子 '22 ～COME COME EVERYBODY～』にて本曲をカバー。原曲、『Come Come Everybody』、さだによる独自の歌詞を混ぜて歌っている。

## 使用された作品等

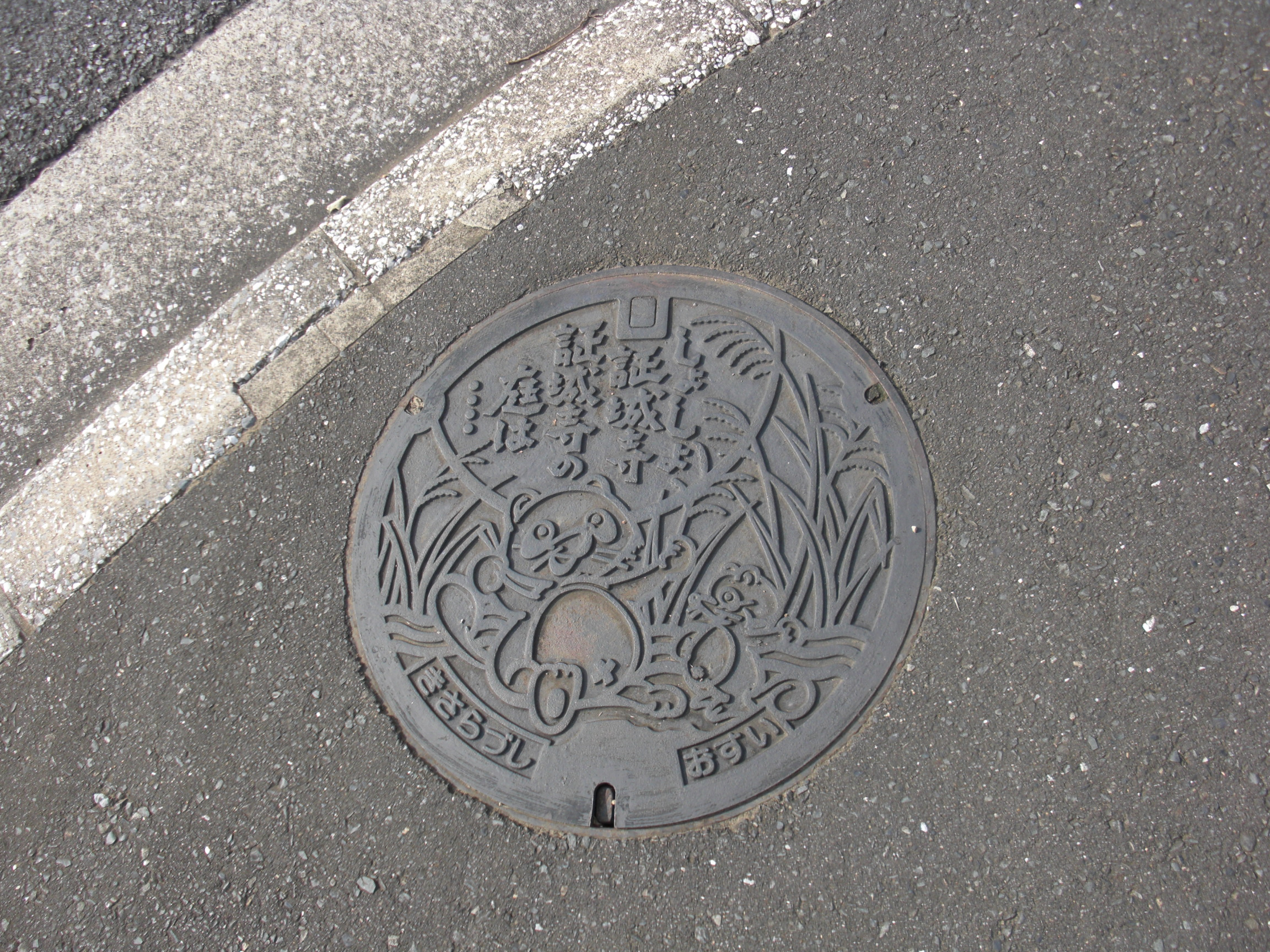
木更津市のマンホールの蓋

### 木更津市関連
- 木更津駅の発車メロディに本曲が採用されている。
- 木更津市のマンホールの蓋に歌詞の一部が記載されている。
- 場外勝馬投票券発売所「f-keiba木更津」のCMソングは本曲がモチーフとなっている[16]。
- 木更津総合高等学校吹奏楽部が硬式野球部の応援などで本曲を演奏している。

### その他
- 1930年代初頭[17]に、この曲の平井英子歌唱のレコードを使用したレコード・トーキー方式のアニメーション映画（パテベビー・フィルム）『證城寺の狸囃子』（製作：伴野文三郎商店、監督：大石郁雄）が制作された。
- 1955年に「Sho-Jo-Ji（A Japanese Play Song）」の曲名でアメリカ合衆国のテレビ番組『ミッキーマウス・クラブ』の挿入歌として使用された。同番組に関連して発売されたシングル「Mickey Mouse Club Pledge / Sho-Jo-Ji」及び4曲入りEP『Fun With Music From Many Lands』に収録された。
- 世田企画（現：セタ）のアーケード用花札（こいこい）ゲーム『花合わせ』（1982年（昭和57年））で、役が成立した時のBGMにこの曲が使用された。当時正式に許諾を受けていたかは不明。
- 『クレヨンしんちゃん 嵐を呼ぶ モーレツ!オトナ帝国の逆襲』では、劇中で大人たちが迎えの車に集まる場面でこの曲が流れている。
- 西宮競輪場の締め切り前BGM（1980年代）。
- 『ふるさと再生 日本の昔ばなし』254回「しょうじょう寺の狸ばなやし」にて字幕付きでフルコーラスが流れる。
- 毎日放送系列の『まんが日本昔ばなし』1976年2月14日放送の36話「しょじょ寺の狸ばやし」にて、狸囃子伝説を元にしたストーリーの元随所でこの曲が流れる。
- 連続テレビ小説
  - カムカムエヴリバディ（2021年度後期放映） - 上記のラジオ「英語会話」が作中に登場する。
  - ブギウギ（2023年度後期放映） - 幼少期の花田鈴子（後の福來スズ子）が歌う場面に登場する。
- 2015年に放映されたサトウ食品「サトウのごはん」のCMに使用された[18]。